# 레이디 제인 (가수)
레이디 제인(영어: Lady Jane, 본명: 전지혜 , 본명 한자: 全智慧, 1984년 7월 25일 ~ )은 대한민국의 가수, 방송인이다.

## 학력
- 진명여자고등학교
- 숙명여자대학교 언론정보학과 (학사)

## 생애
레이디 제인은 1984년 7월 25일, 대구광역시에서 2녀 중 장녀로 태어났다.
2006년 허밍 어반 스테레오 2집의 객원보컬로 활동했으며 같은 해 인디 밴드 아키버드의 1집 《All Allowed》로 데뷔하였다. 300:1의 경쟁률을 극복하고 발굴된후인 2009년에 아키버드에서 탈퇴했다. 그리고 같은해 홍대 유명 실력파 밴드 티라미스의 멤버로 디지털 싱글 ‘슈팅스타’를 발매하였다. 이때 홍대에서의 많은 활동으로 ‘홍대여신’이라는 애칭을 얻었다.
2010년 10월 첫 솔로앨범 《이별 뭐 별거야》를 발표하였다. 인디 밴드를 벗어나 처음으로 대중 앞에 서는 만큼, 누구나 쉽게 따라 부를 수 있는 대중적인 노래로 자신의 실력을 발휘한 앨범으로 평가받고 있다. 2011년 11월 미니앨범 《Jane, another Jane》을 발표, 그동안 볼 수 없었던 복고풍의 경쾌한 댄스 곡으로 새로운 모습을 선보였다. 2012년 前 남자친구인 사이먼 도미닉과 ‘여섯시 반’을 발매했으며, 이어 8월에 닥터심슨과 ‘Clinic 12.5%’를 합작, 발매하였다. 2013년 1월 9일 ‘Hello’의 발매에 이어 2월 15일 원써겐과 ‘New Story Part 5’의 발매, 9월 5일에는 싱글 음원 ‘일기 (Diary)’를 발매하였다.
2013년 10월 ‘Dandy Girl’을 발표한 이후 레이디 제인은 여러 예능 프로그램에서 다양한 모습을 비추어왔으며, 현재까지 꾸준히 활동을 지속하고 있다.

## 음반
- 2010. 《눈물사탕》 (with 코인)
- 2010. 《이별 뭐 별거야》
- 2011. 《친한 사이》
- 2011. 〈Love Treatment〉 (Feat. 언터쳐블)
- 2011. 〈짝〉 (Feat. 토니 안)
- 2011. 《Jane, another Jane》
- 2012. 〈여섯시 반〉 (with 사이먼 도미닉)
- 2012. 《Clinic 12.5%》 (with 닥터심슨)
- 2013. 〈Hello〉
- 2013. 《New Story Part 5》 (with 원써겐)
- 2013. 《일기 (Diary)》
- 2013. 〈Dandy Girl〉
- 2015. 〈스무살이니〉
- 2016. 〈촉이와〉 (with 모세)
- 2016. 〈이별주의〉 (with 딘딘)
- 2016. 《이틀이면》

## 음반 외 활동

### 방송
- SBS 《한밤의 TV연예》
- tvN 《재밌는 TV 롤러코스터》
- 채널A 《K-PopCon》
- 채널A 《나는 몸신이다》
- KBS Joy 《연예매거진 엔터테이너스》
- tvN 《환상의 커플》
- GTV 《드림 메이커》
- FashionN 《남자처방전 사심연구소》
- Y-STAR 《식신로드》
- O'live 《올리브 쇼》
- O'live 《쿡파라치》
- MBC QueeN 《토크 콘서트 퀸》
- 온게임넷 《한판만 시즌 2》
- 온게임넷 《켠김에 왕까지》
- MBC 《황금어장 라디오스타》
- JTBC 《히든싱어》
- KBS2 《해피선데이 - 맘마미아》
- KBS2 《비타민》
- JTBC 《송년특집 매직 쇼쇼쇼》
- SBS 《스타 VS 국민도전자, 페이스오프》
- tvN 《공유TV 좋아요》
- KBS2 《출발드림팀 시즌 2》
- KBS W 《시청률의 제왕》
- E Channel 《용감한 기자들》
- MBC 《세상을 바꾸는 퀴즈》
- XTM 《10번찍어 안 넘어가는 나무》
- tvN 《로맨스가 더 필요해》
- KBS2 《위기탈출 넘버원》
- Story On 《렛미인 4》
- KBS W 《시청률의 제왕》
- 쿠키건강TV 《보약밥상》
- tvN 《SNL 코리아 시즌 5》
- KBS2 《해피투게더 시즌 3》
- Mnet 《음담패설》
- SBS 《매직아이》
- KBS2 《가족의 품격 풀하우스》
- KBS1 《시간여행자 K》
- MBC 《나 혼자 산다》
- KBS2 《왕좌의 게임》
- JTBC 《여우비행 인 뉴욕》
- KBS1 《스포츠 이야기 운동화 2.0》 - 스포츠 대작전 (야구편)
- On Style 《더 바디쇼》
- JTBC 《나홀로 연애중》
- JTBC 《5일간의 썸머》
- KBS1 《스포츠 이야기 운동화 2.0》 - 스포츠 대백과
- KBS1 《우리말 겨루기》
- JTBC 《님과 함께 시즌 2 - 최고의 사랑》
- KBS Joy 《한끼의 품격》
- MBC 《마이 리틀 텔레비전》
- SBS 《창업스타》
- tvN 《곽승준의 쿨까당》
- MBC 《듀엣가요제》
- 채널A 《풍문으로 들었쇼》
- E채널 《GO독한 사제들》
- MBC 《미스터리 음악쇼 복면가왕》 - 10점 만점에 10점 양궁소녀
- MBC Every 1 《대한외국인》 게스트 (38회)
- JTBC 《이론상 완벽한 남자》
- MBC 《호구의 연애》
- C TIME[3] 《뷰티끌레르》
- MBN 《트로트퀸》
- MBC 《구해줘! 홈즈》 게스트 (With 헤이즈)

### 라디오 (임시DJ / 게스트)
- SBS 파워FM 《최화정의 파워 타임》
- SBS 파워FM 《김희철의 영스트리트》
- SBS 파워FM 《붐의 영스트리트》
- MBC 표준FM 《윤하의 별이 빛나는 밤에》
- MBC 표준FM 《신동의 심심타파》
- SBS 파워FM 《두시탈출 컬투쇼》
- KBS 제2FM 《유인나의 볼륨을 높여요》
- KBS 제2FM 《슈퍼주니어의 키스 더 라디오》
- MBC FM4U 《FM 데이트》
- KBS 제2FM 《레이디제인의 2시》

### 광고
- 《KT GiGA》 - 홍진호, 뉴질랜드 마오리족 하카댄스단과 함께 출연

### 드라마
- MBC every1 《사랑 주파수 37.2》
- MBC 《세가지색 판타지 - 우주의 별이》 - 조이나 역
- JTBC 《멜로가 체질》